# Albert van Schendel
Albert van Schendel (Lage Zwaluwe, 21 september 1912 – Muret, 12 april 1990) was een Nederlands profwielrenner.

## Biografie
Hij was profwielrenner van 1935 tot 1947. Hij was een jongere broer van Antoon van Schendel. Beiden werden geboren in Nederland, maar waren later woonachtig in Frankrijk, waar hun ouders een boerenbedrijf begonnen in de buurt van Toulouse. Een bijzonderheid is dat Albert van Schendel samen met zijn broer Antoon, Theo Middelkamp en Albert Gijzen in 1936 deel uitmaakte van de eerste Nederlandse wielerploeg in de Ronde van Frankrijk geleid door de journalist Joris van den Bergh. Hij behaalde in deze Tour de vijftiende plaats in het eindklassement. In de Tour van 1939 zou hij nogmaals een vijftiende plaats behalen. Van Schendel heeft viermaal aan de Tour deelgenomen en heeft deze alle vier uitgereden. Zijn aanvankelijk succesvolle carrière als wielrenner werd onderbroken door de Tweede Wereldoorlog. Na de oorlog keerde Van Schendel terug in het peloton en zou in 1947 nog eenmaal deelnemen aan de Tour.
In 1948 vroeg Joris van den Bergh hem als zijn opvolger ploegleider te worden van de Nederlandse ploeg in de Tour de France, maar Van Schendel gaf de voorkeur aan zijn net geopende rijwielzaak in Toulouse. In deze Franse stad zou hij zijn hele leven blijven wonen.

## Belangrijkste uitslagen
- 1936
  - 1e in Bordeaux-Saintes
  - 1e in het eindklassement Derby dus Nord
  - 3e in 2e etappe, Ronde van Frankrijk 1936
  - 15e in eindklassement Ronde van Frankrijk
- 1937
  - 3e in het eindklassement Parijs-Nice
  - 1e in Circuit du Gers
- 1939
  - 2e in 4e etappe, Ronde van Frankrijk 1939
  - 2e in 10e etappe, deel A Ronde van Frankrijk 1939
  - 15e in eindklassement Ronde van Frankrijk

## Resultaten in voornaamste wedstrijden
| Jaar | Ronde van Italië | Ronde van Frankrijk | Ronde van Spanje |
| ---- | ---------------- | ------------------- | ---------------- |
| 1936 |                  | 15e                 |                  |
| 1937 |                  | opgave              |                  |
| 1938 |                  |                     |                  |
| 1939 |                  | 15e                 |                  |

| Jaar | Parijs-Roubaix |
| ---- | -------------- |
| 1936 | 29e            |
| 1937 |                |
| 1938 |                |
| 1939 |                |